# Mickey Finn (droga)
Mickey Finn (o semplicemente Mickey) è un termine gergale usato per indicare un drink addizionato di sostanze psicotrope che viene somministrato all'insaputa con l'intento di far perdere conoscenza. Servire un Mickey Finn in gergo si dice "slipping a mickey".
Mickey Finn è anche citato in "Sfida a Poirot", titolo originale "The Cloks":  viene ipotizzato che l'idrato di cloralio, commisto ad alcool, sia somministrato al defunto sulla cui morte indaga Poirot

## Storia del termine
Il termine Mickey Finn viene dal proprietario e barista del Lone Star Saloon and Palm Garden Restaurant di Chicago che esercitò dal 1896 al 1903 in una zona chiamata "Whiskey Row". Prima di lavorare come barista Mickey Finn era solito borseggiare i frequentatori dei bar ubriachi.
Servire un Mickey Finn Special nacque come un furto orchestrato da Finn. Prima di tutto Finn o uno dei suoi dipendenti, comprese le "house girls", aggiungevano dell'idrato di cloralio nella bevanda ordinata dall'ignaro cliente che poi, reso inerme, veniva accompagnato o portato in una stanza sul retro del locale dove la vittima veniva derubata e lasciata poi in un vicolo. Quando il malcapitato si risvegliava nel vicolo la mattina dopo, non ricordava nulla. Il 16 dicembre 1903 fu ordinata la chiusura del locale. La prima descrizione dell'origine del nome fu data da Herbert Asbury nel suo libro del 1940 Gem of the Prairie: An Informal History of the Chicago Underworld. La fonte della notizia fu indicata in una prostituta del Lone Star chiamata "Dente d'oro" Mary Thornton.
Altre fonti riportano che il Mickey Finn originale era un lassativo per cavalli (sali di Glauber) o altre sostanze usate per eliminare i sintomi di un'ubriacatura. Col tempo il termine divenne di uso comune generalmente considerato come un nome di origine irlandese rendendo ancora più difficile attribuirne con certezza l'origine.

## Composizione
Solitamente un Mickey Finn è preparato aggiungendo una soluzione di idrato di cloralio in alcool alla bevanda.

## Citazioni
- Nei racconti e nei film polizieschi degli anni cinquanta spesso rientrava nella trama che qualcuno somministrasse un Mickey Finn.
- Nell'episodio "Una questione d'onore", il tenente Colombo spiega al torero messicano Montoya cosa si intenda in America con l'espressione "Mickey Finn".
- Nella serie TV Seinfeld (episodio: La vendetta) George dice a Jerry che, per vendicarsi del suo capo precedente, potrebbe "slip him a mickey".
- Nella serie di libri Callahan's Crosstime Saloon di Spider Robinson un extraterrestre è soprannominato Mickey Finn dopo gli eventi del primo racconto.
- Nel romanzo "Molto obbligato, Jeeves" (Much Obliged, Jeeves) di P. G. Wodehouse, il famoso maggiordomo Jeeves serve un Mickey Finn ad un suo ex collega disonesto per recuperare un manoscritto rubato.
- Nel romanzo “Romance” di Chuck Palahniuk viene citato nel primo racconto “Driiin!Driiin!” inserito in una barzelletta.
- Nel film "Eliza Graves" di Brad Anderson, Mickey Finn caratterizza il nome di uno dei personaggi ed è più volte citato.
- Nella serie TV "Better call Saul"(episodio:"Qualcosa di imperdonabile") Kim dice a Jimmy che per fare un ulteriore scherzo a Howard, potrebbero "slip him a mickey".